# Stenopelmatidae
Stenopelmatidae zijn een familie van rechtvleugelige insecten die behoren tot de onderorde Ensifera. De familie werd voor het eerst wetenschappelijk gepubliceerd door Burmeister in 1838.

## Taxonomie
De volgende taxa zijn bij de familie ingedeeld:
- Onderfamilie Oryctopinae Kevan, 1986
  - Tribus Oryctopini Kevan, 1986
- Onderfamilie Siinae Gorochov, 1988
  - = Siini Gorochov, 1988
  - Geslacht  † Electrosia Gorochov, 2010
  - Geslacht Sia Giebel, 1861
- Onderfamilie Stenopelmatinae Burmeister, 1838
  - = Stenopelmatini Burmeister, 1838
  - Geslacht Ammopelmatus Tinkham, 1965
  - Geslacht Stenopelmatopterus Gorochov, 1988
  - Geslacht Stenopelmatus Burmeister, 1838
  - Geslacht Viscainopelmatus Tinkham, 1970
- Onderfamilie  † Zeuneropterinae Kevan & Wighton, 1983
  - Geslacht  † Hylophalangopsis Lin & Huang, 2006
  - Geslacht  † Zeuneroptera Sharov, 1962